# Tirage par immersion

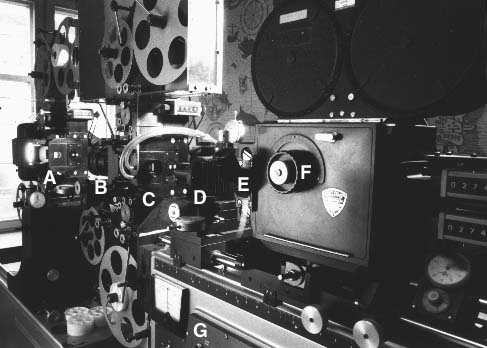
Appareil de reproduction optique 35 mm à deux têtes de projection. L'appareil est utilisé d'une part pour réaliser des effets spéciaux, et d'autre part pour restaurer des films.
L'immersion du film se fait au point C, la wet gate (la « porte humide ») où l'on distingue les tuyaux qui amènent le liquide.

Un tirage par immersion (au moyen d'un appareil appelé en anglais « wet-transfer film gate », ou plus simplement « wet gate ») est un procédé de restauration d'un film destiné à en éliminer certains défauts tels que les rayures, en immergeant le film dans un produit liquide ayant le même indice de réfraction que le support du film. 
Cette immersion permet de combler les rayures, qui ne se voient alors plus lors de la copie du film sur un nouveau support ; pour cela, on peut notamment faire appel à un bain de perchloréthylène.